# Gütersloh (stad)
Gütersloh is een stad in de Duitse deelstaat Noordrijn-Westfalen, gelegen in de Kreis Gütersloh. De stad telt 100.664 inwoners (31 december 2020) op een oppervlakte van 112,00 km². Naburige steden zijn onder andere Bielefeld, Harsewinkel en Rheda-Wiedenbrück.

## Stadsdelen

Stadsdelen van Gütersloh

Achter de naam van elk stadsdeel is het aantal inwoners vermeld, afgerond op 100.
- Avenwedde – 17.400
- Ebbesloh – 100
- Friedrichsdorf – 1.400
- Gütersloh-stad – 62.650
- Muster Hollen – 300
- Isselhorst – 4.800
- Niehorst – 800
- Spexard – 8.850 (in 1088 reeds vermeld als Spehteshard, spechtenbos)

Totaal (stand in 2009) 96.300.
Het stadsdeel Gütersloh-stad wordt weer onderverdeeld in de wijken Gütersloh (centrum), Pavenstädt, Flughafen, Blankenhagen, Nordhorn, Sundern en Kattenstroth.
In de wijk Nordhorn staat het Mielebedrijfscomplex.
In het stadsdeel Avenwedde staat het Bertelsmannbedrijfscomplex.

## Ligging, verkeer, vervoer
De stad ligt in een tamelijk vlak, schraal, bosarm en zanderig gebied in het uiterste oosten van het Münsterland, en 13 km ten zuidwesten van de kam van het Teutoburger Woud.
Door de stad stroomt de Dalke, een zijriviertje van de ten westen van Gütersloh stromende Eems.
Gütersloh ligt aan de Bundesstraße 61, ongeveer 17 km ten zuidwesten van Bielefeld en 11 km ten noordoosten van Rheda-Wiedenbrück, en heeft een station aan de drukke spoorlijn tussen beide steden, die deel uitmaakt van de railverbinding Keulen – Berlijn. Meer noordoostelijk is een tamelijk druk station van de stoptreinen tussen die steden, genaamd Isselhorst-Avenwedde. Er is een oude spoorlijn van Gütersloh via o.a. stadsdeel Spexard en Verl naar Hövelhof, dat aan de lijn Bielefeld – Paderborn ligt. Thans (2022) is dit alleen een museumspoorlijn, waarop toeristische stoomtreinen rijden. Er zijn concrete plannen om dit lijntje tussen 2026 en 2028 op te knappen en weer voor reizigersvervoer open te stellen. Dit geldt ook voor de spoorlijn Lengerich - Gütersloh, waarvan een gedeelte in het Teutoburger Woud als museumspoorlijn in gebruik is.
De A2 loopt langs het zuidoosten van de stad, en via afrit 24 kan men Gütersloh vanaf deze Autobahn bereiken.

## Economie
Zoals hierboven vermeld, is Gütersloh vooral de stad van Miele en Bertelsmann. Daarnaast is er ten noordoosten van de stad tussen de spoorlijn naar Bielefeld en de B 61 een uitgestrekt bedrijventerrein voor midden- en kleinbedrijf. De grote Duitse vleesverwerker Tönnies Holding heeft er een vestiging. Onder het personeel daarvan ontstond in juni 2020 een uitbraak van COVID-19, waarna de regio op last van de autoriteiten opnieuw in lockdown moest, die kort daarvoor versoepeld was.  
De stad heeft twee scholen voor hoger beroepsonderwijs, waarvan er één een interne opleidingsschool van het Bertelsmannconcern is.

## Geschiedenis
In de wijk Pavenstädt is een bijzondere, 41 cm hoge aardewerk beker (vermoedelijk gemaakt door mensen van de wikkeldraadbekercultuur) gevonden, die rond 1700 jaar voor het begin van de jaartelling gemaakt is. De beker is in het Stadtmuseum Gütersloh te zien. Gütersloh, waarvan de naam van de eigennaam Günther en loh is afgeleid, was tot omstreeks 1820 een vrij onbeduidend boerendorp, dat bovendien in een streek lag, die voortdurend door regionale heren werd betwist en dus vaak van landsheer wisselde. In 1813 liet een onbekend, maar ongetwijfeld welgesteld persoon een grote villa, de nog steeds bestaande Meierhof bouwen. Daaromheen ontstond de nodige andere bebouwing. Ter bevordering van de economie en om bestuurspolitieke redenen kreeg de plaats in 1825 van koning Frederik Willem III van Pruisen stadsrechten.
Na de komst in 1847 van de belangrijke spoorlijn die het 16 km noordelijker Bielefeld met onder andere Keulen verbindt, vestigden zich hier een groot aantal ondernemingen.
Op 21 januari 1851 vielen niet ver van het huidige treinstationnetje Isselhorst-Avenwedde drie doden bij het tot dan toe ernstigste spoorwegongeluk van Duitsland. Keizer Frederik III van Pruisen, die toen een 19-jarige student was, overleefde dit treinongeluk licht gewond. De keizerlijke familie schonk uit dank voor het in leven blijven van prins Frederik aan de evangelisch-lutherse kerk van Gütersloh een metalen doopengel (nu in de Martin-Luther-Kirche aanwezig).
In de vroege 19e eeuw gold Gütersloh als buitengewoon vroom, door sterke regionale invloed van het piëtisme binnen de lutherse kerk; zo zeer, dat andersgelovigen daarmee nogal eens de spot dreven.
Sinds 1907 is hier het Mieleconcern gevestigd. En ook het uitgeversconcern Bertelsmann is, evenals de gelieerde Bertelsmann-Stiftung, in Gütersloh gevestigd. In 1919 opende in de wijk Kattenstroth een grote psychiatrische kliniek (die nog steeds bestaat). Tussen 1940 en 1943 deporteerden de nazi's uit deze instelling ruim 1000 patiënten in het kader van hun beleid van gedwongen euthanasie. Deze mensen werden naar onder andere Euthanasiecentrum Hadamar gebracht en daar vermoord.
In 1939 werd hier een groot militair vliegveld geopend. Dat, en de aanwezigheid van de nodige industrie, bracht de geallieerden in de Tweede Wereldoorlog ertoe, Gütersloh herhaaldelijk te bombarderen, hetgeen veel mensen het leven kostte en grote schade aanrichtte.
Na de oorlog werd het militaire vliegveld (Luchthaven van Gütersloh) door de Britse Royal Air Force overgenomen, tot het in 2013 gesloten werd..
Door de aanwezigheid van twee zeer grote, bloeiende ondernemingen in de stad, die het maatschappelijke en culturele leven ook sterk bevorderden, kende Gütersloh na de oorlog ook veel groei en welvaart. In het najaar van 2019 steeg het aantal inwoners voor het eerst tot meer dan 100.000.

## Bezienswaardigheden
- Het bedrijfsmuseum van het Mieleconcern (Miele-Museum) met onder andere voor de Tweede Wereldoorlog door het bedrijf geproduceerde auto's en motorfietsen.
- Het marktplein in het midden van het oude dorp met vakwerkhuizen en de 17e-eeuwse Apostelkirche (na verwoesting in de Tweede Wereldoorlog in 1951 herbouwd) is schilderachtig.
- Het Stadtmuseum is een in enige fraaie oude vakwerkhuizen in het centrum ondergebracht streekmuseum, met als extra's een verzameling medische apparatuur uit de jaren 1920 en een expositie over het voormalige militaire vliegveld.
- De uit 1861 daterende Martin-Luther-Kirche is een monumentale, neogotische hallenkerk, midden in Gütersloh. Ze bezit een doopvont in de vorm van een knielende engel.
- De in 1979 voltooide Stadthalle Gütersloh kan bij muziekuitvoeringen in de Grote Zaal 2.500 en in de Kleine Zaal 500 bezoekers ontvangen. Het gebouw bezit een groot kerkorgel. Het wordt ook regelmatig voor congressen, exposities door regionale kunstenaars en voor kegelwedstrijden gebruikt. Elke twee jaar wordt er het internationale klassieke zangconcours Neue Stimmen gehouden.
- Daarnaast heeft de stad een in 2010 gereedgekomen schouwburg (530 zitplaatsen).
- Tussen het centrum van de stad en stadsdeel Isselhorst (noordoostwaarts) is een klein stoomlocomotievenmuseum met de naam Dampf-Kleinbahn Mühlenstroth

## Wetenswaardigheden
- Opvallend in Gütersloh is, dat er meer dan 10.000 Aramese christenen, meest nazaten van emigranten uit Turkije, wonen[3].
- De Apostelkirche in het oude dorp mocht van 1655 tot 1890 tegelijk door protestanten en rooms-katholieken gebruikt worden. Wel hadden beide confessies ieder hun eigen deel van het kerkgebouw in gebruik.
- Specialiteit op het gebied van eten en drinken is de pompernikkel, een soort roggebrood, bij voorkeur gegeten met varkensspek.

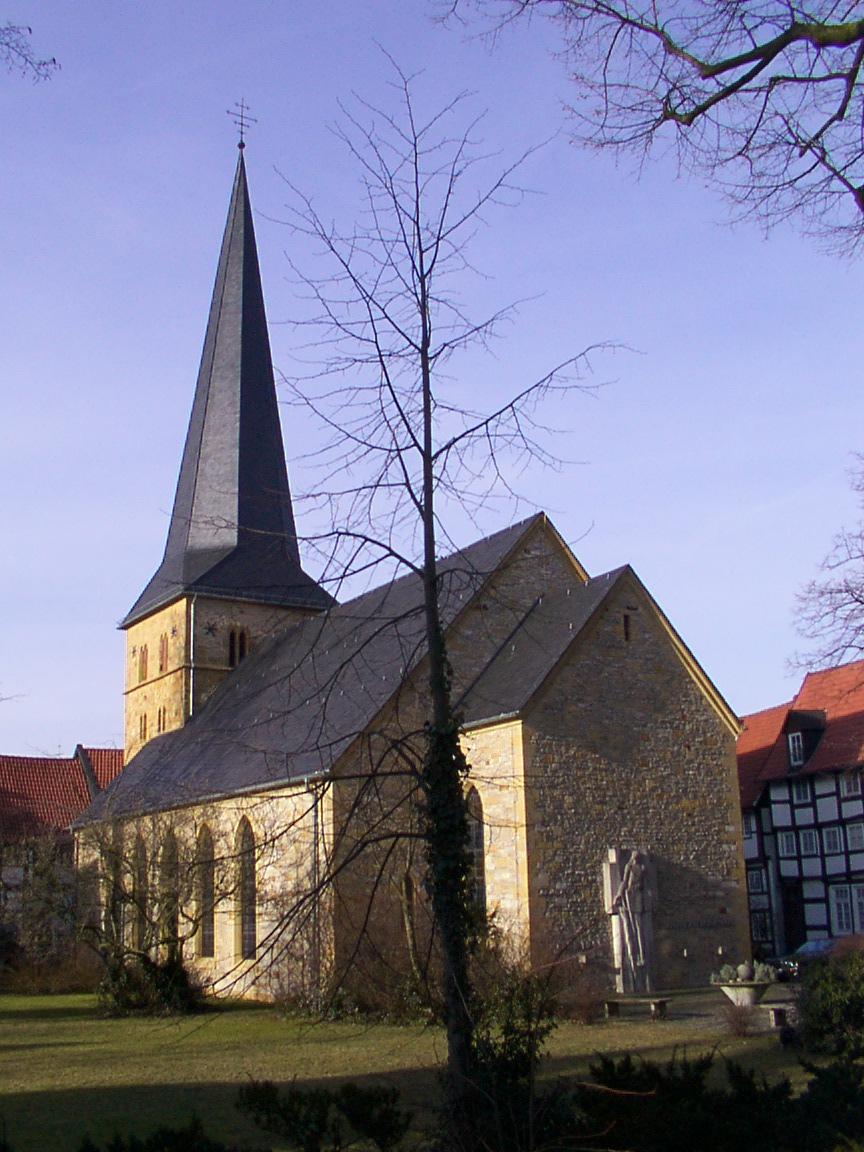
Apostelkirche
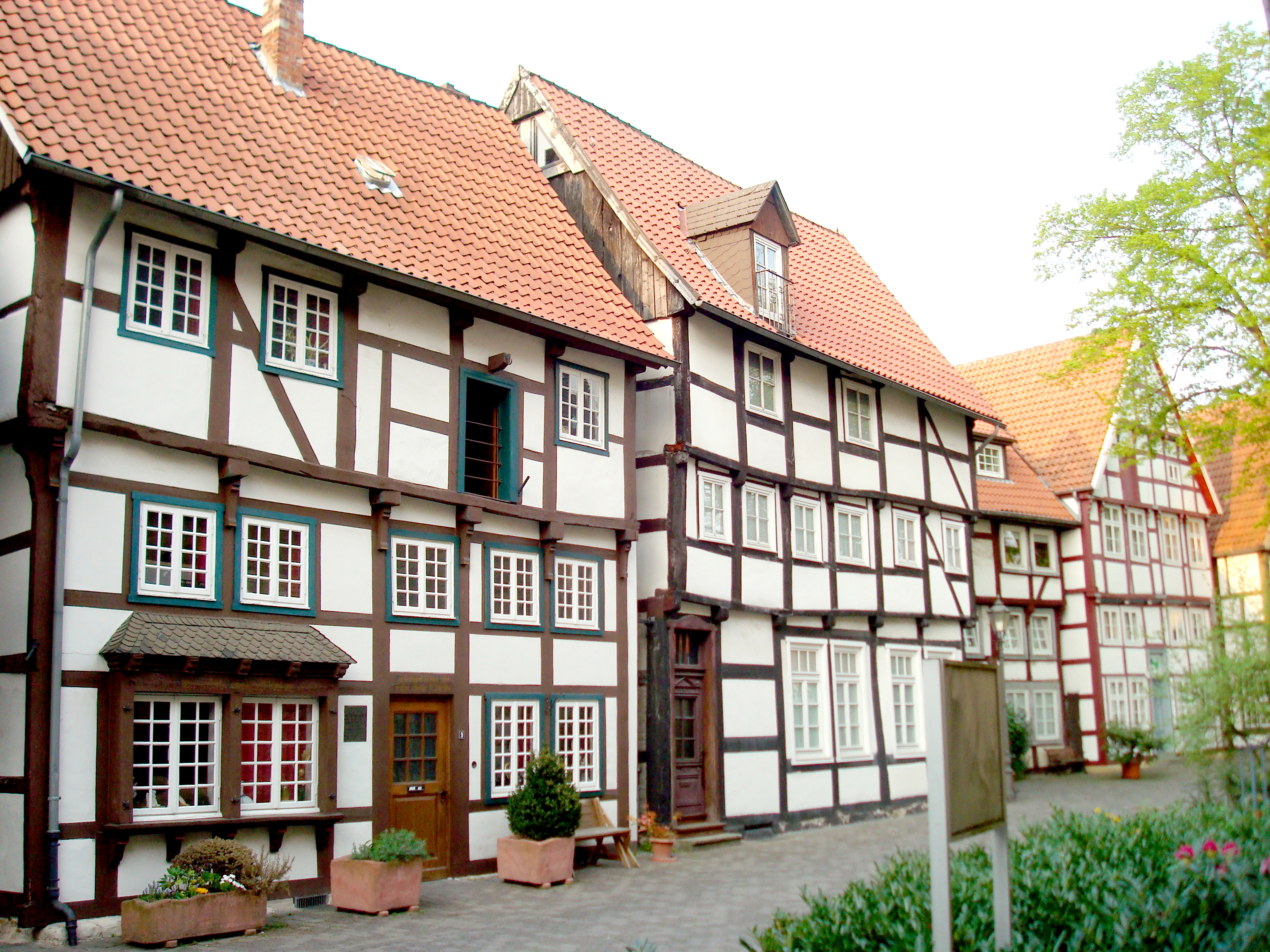
Am Alten Kirchplatz (bij de oude kerk)
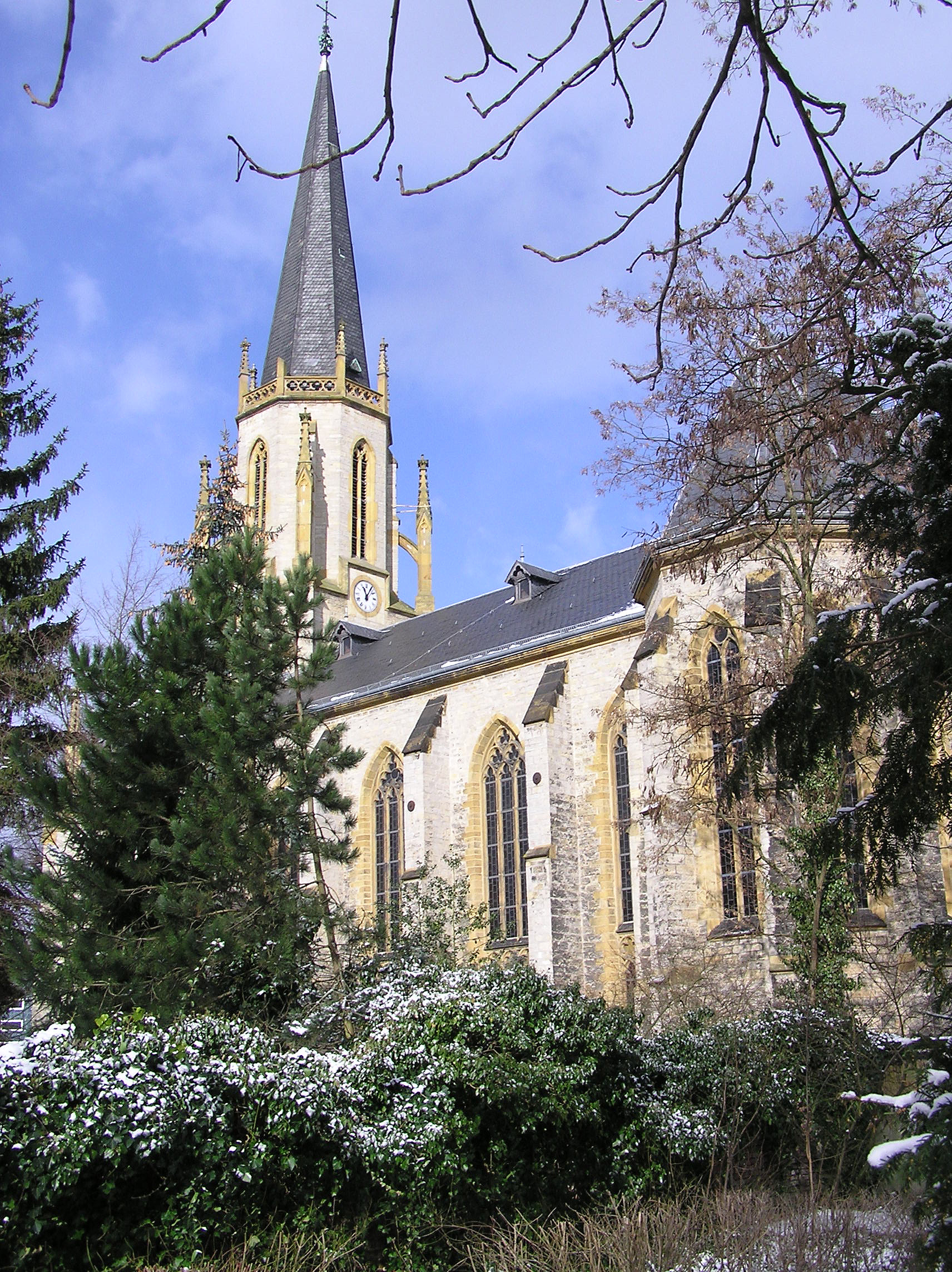
Martin-Luther-kirche, gebouwd in 1861
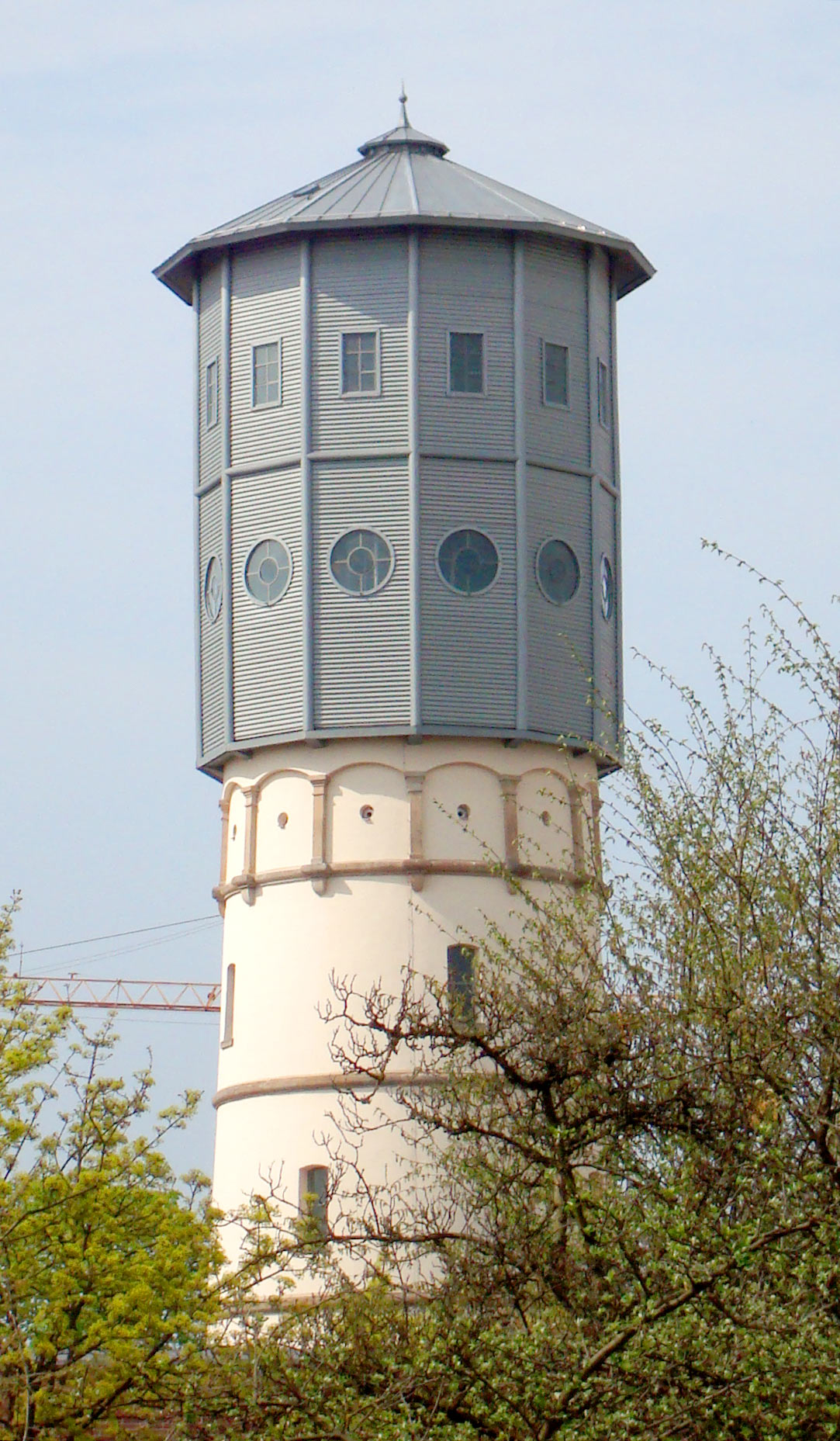
Watertoren, gebouwd in 1888
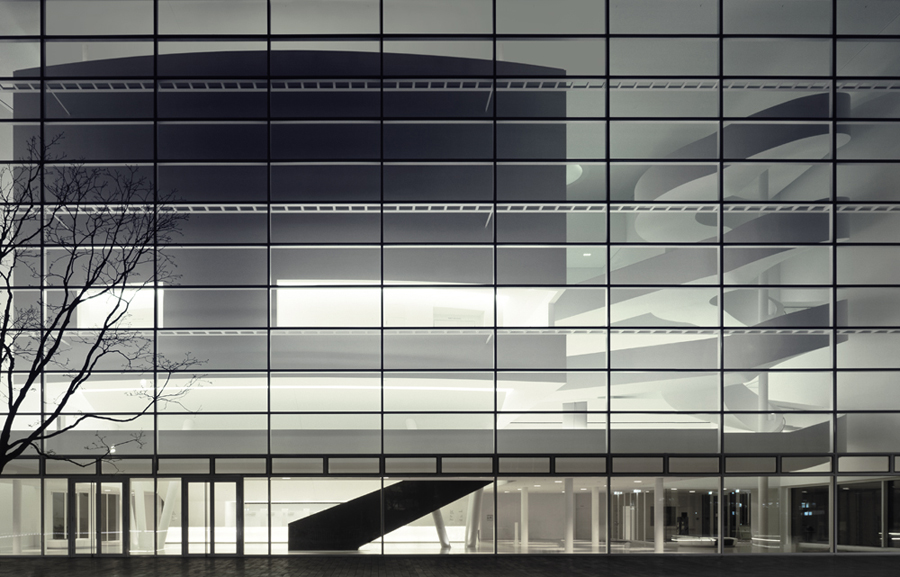
Theater, gebouwd in 2010
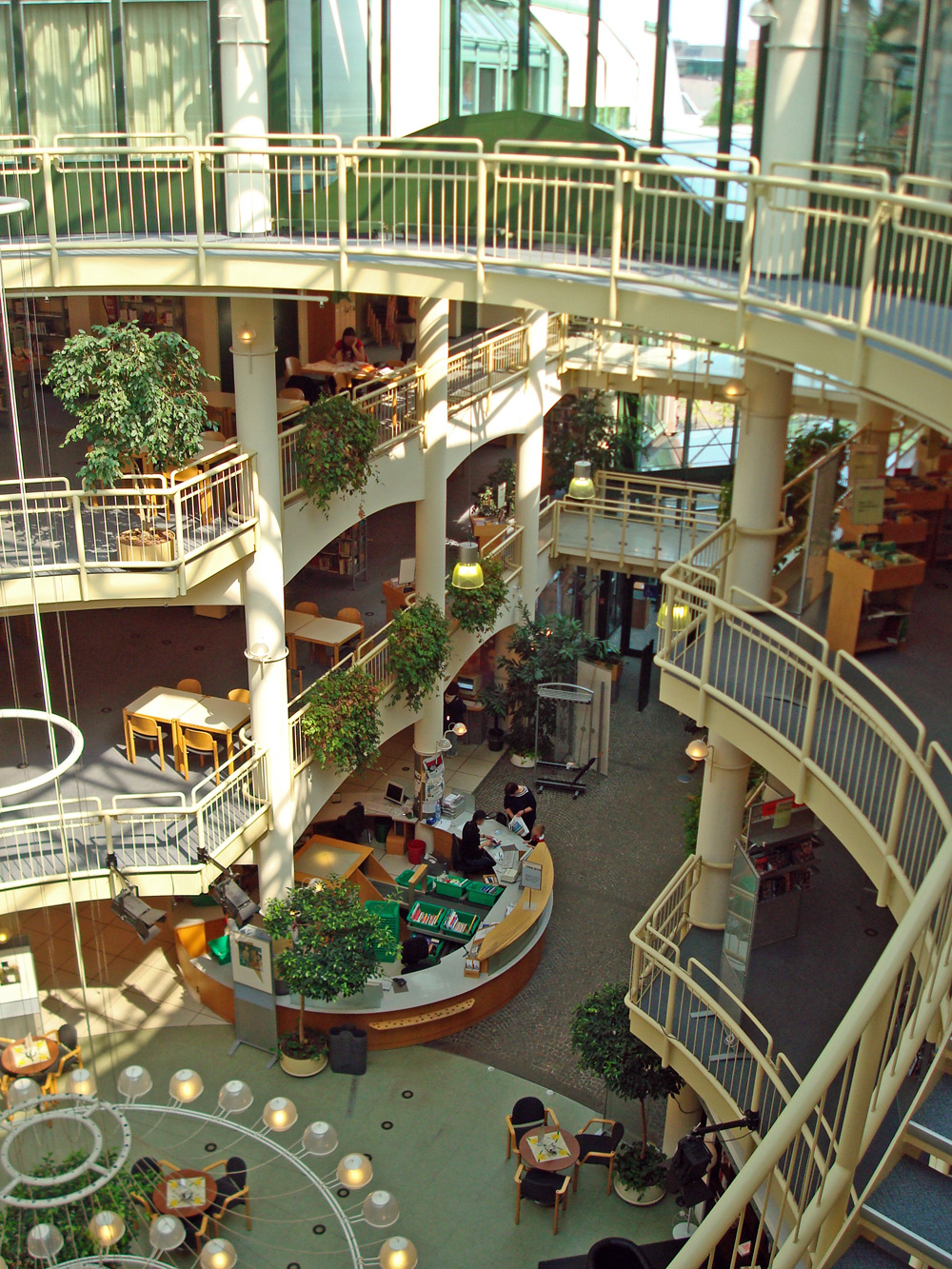
Bibliotheek van de stad, gebouwd in 1984
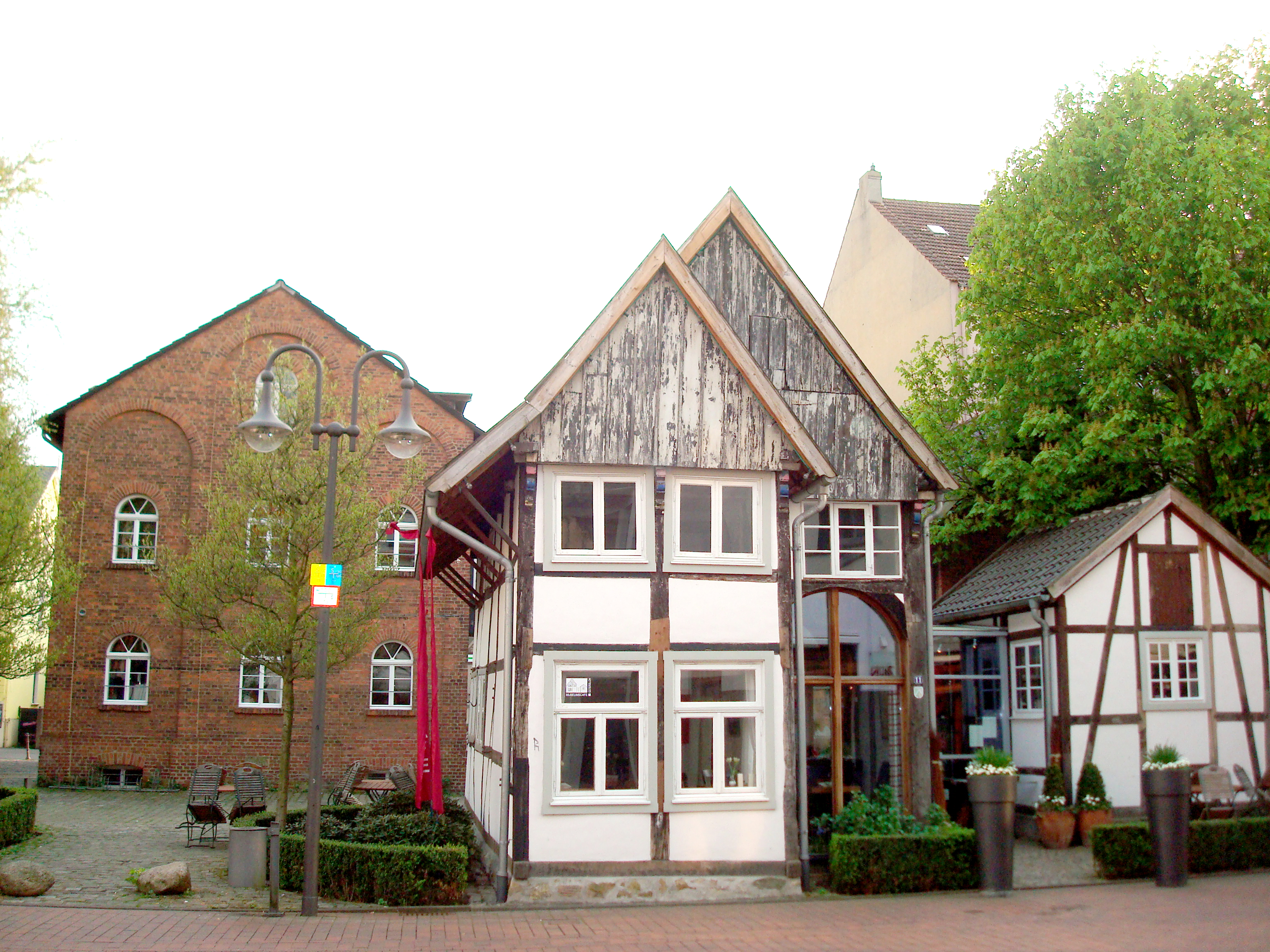
Museum
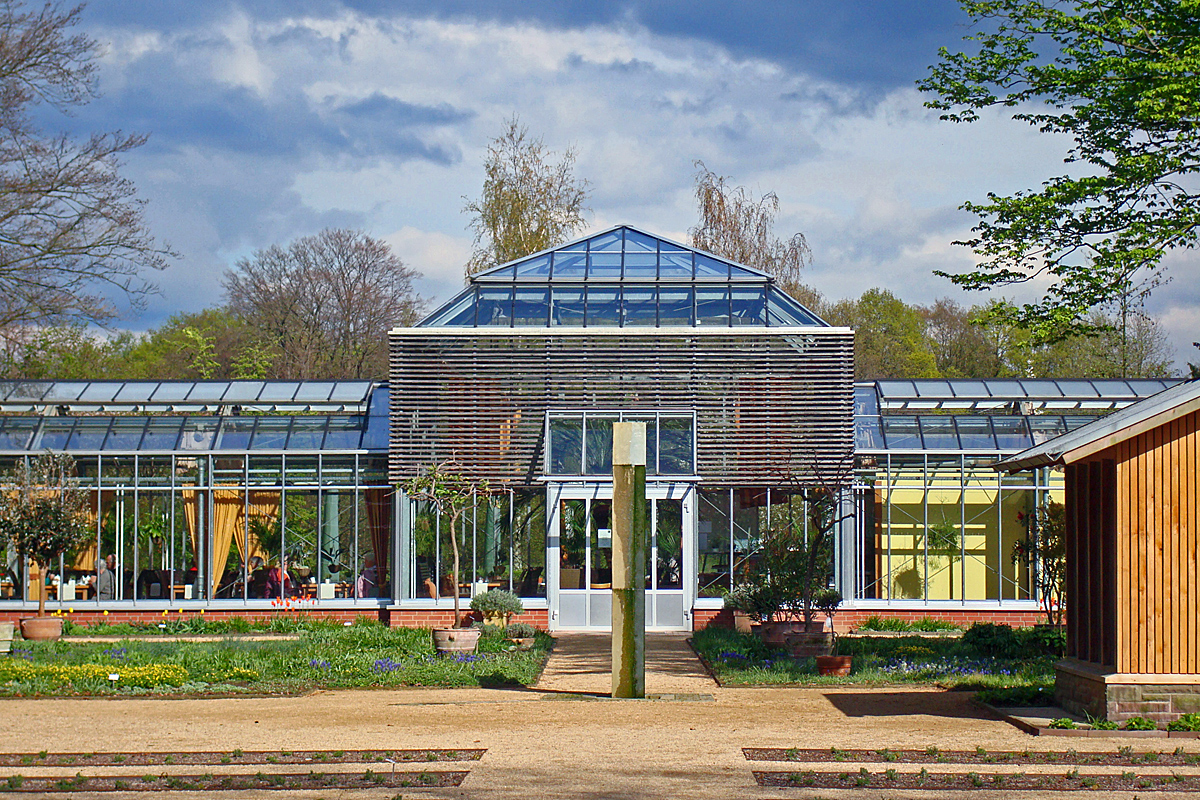
Palmenhauscafé, hortus botanicus
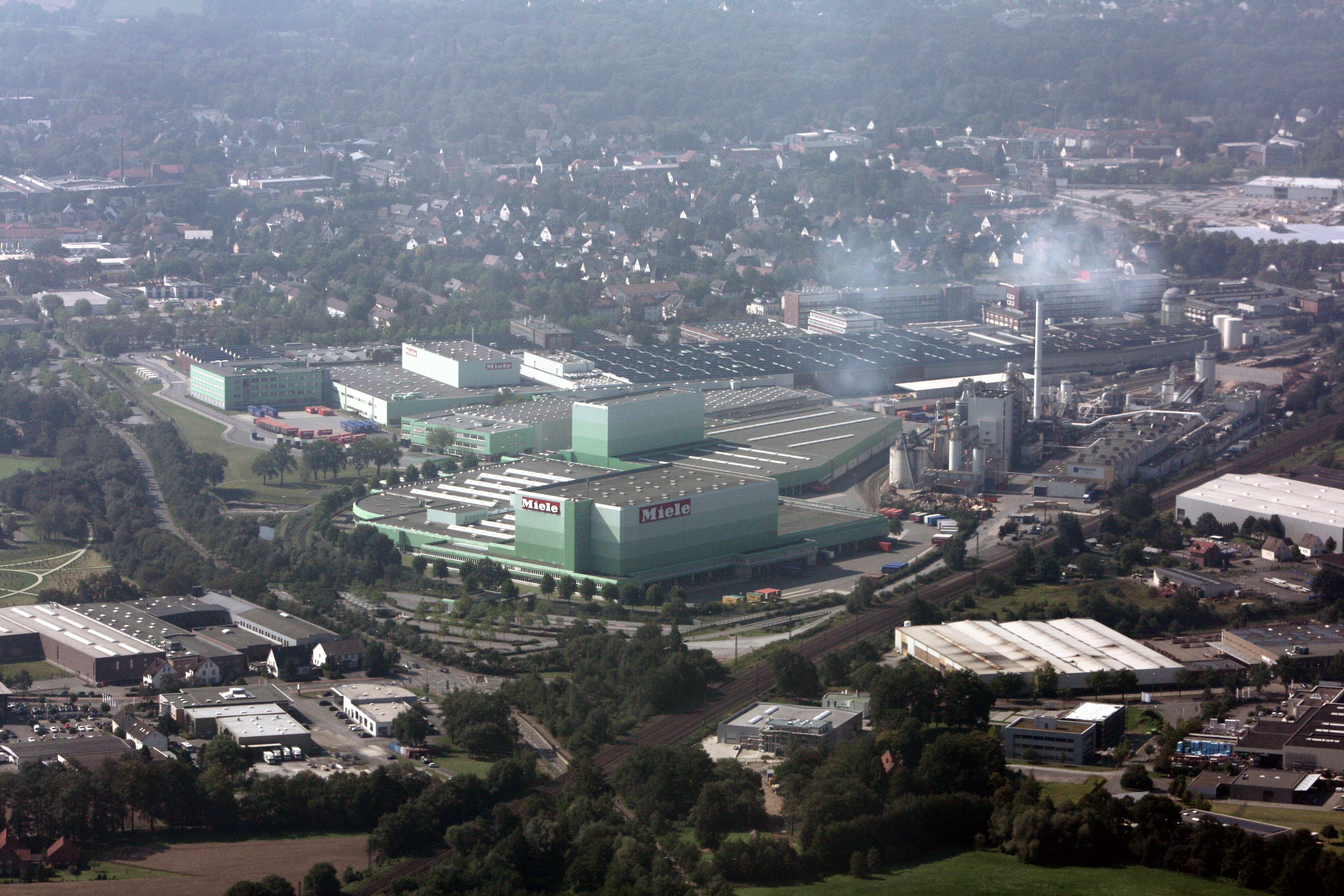
Mielefabriek in de wijk Nordhorn
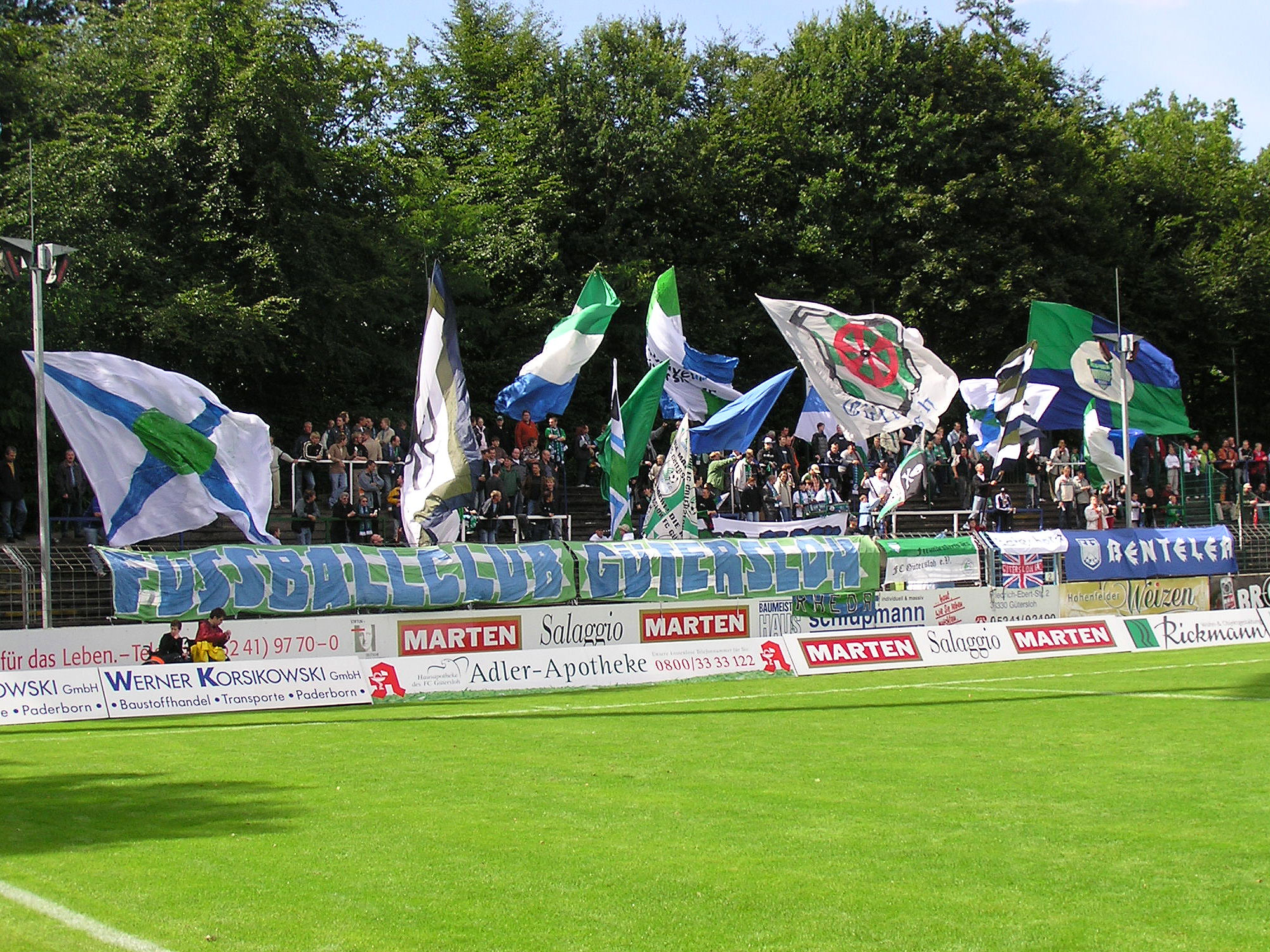
In het stadion "Heidewald"

## Belangrijke personen in relatie tot de stad

### Geboren
- Carl Bertelsmann (1791-1850), drukker en uitgever; grondlegger van het mediaconcern Bertelsmann
- Adolph Bermpohl (1833-1887), Duits pionier op het gebied van het reddingswezen ter zee
- Reinhard Mohn (1921-2009), mediaondernemer (Bertelsmann)
- Rudolf Miele (1929-2004), directeur van het Mieleconcern, kleinzoon van Carl Miele sr.
- Hans Werner Henze (1926-2012), componist, muziekpedagoog en musicoloog
- Reinhard Zinkann junior (1959), directeur van het Mieleconcern
- Alice Weidel (1979), AfD-politica en econome
- Engin Baytar (1983), Turks voetballer
- Derya Kaptan (1986), zangeres, danseres en actrice

### Overleden
- Carl Miele sr. (1869-1938), oprichter van het Mieleconcern

### Overig
- Peter Zinkann (*1928), directeur en verantwoordelijke voor technische innovatie in het Mieleconcern, vader van Reinhard Zinkann junior, ereburger van Gütersloh

Borgholzhausen · Gütersloh · Halle · Harsewinkel · Herzebrock-Clarholz · Langenberg · Rheda-Wiedenbrück · Rietberg · Schloß Holte-Stukenbrock · Steinhagen · Verl · Versmold · Werther